# Sebastien Grainger
Sebastien Grainger (Mississauga, 11 aprile 1979) è un musicista canadese meglio conosciuto per essere il cantante e batterista del gruppo dance punk Death from Above 1979.
Milita inoltre come chitarrista e cantante nella sua band Sebastien Grainger and The Mountains con cui ha pubblicato un album nel 2008. Altri progetti musicali in cui Grainger è coinvolto sono i Bad †i†s , Girl on Girl e The Rhythm Method.

## Discografia

### Da solista
- American Names (Digital EP/7" Vinyl) (2008)
- Sebastien Grainger & The Mountains (2008)
- DatA feat. Sebastien Grainger - Rapture (EP) (2008)
- DatA feat. Sebastien Grainger - One in a Million (EP) (2009)
- Going With You (EP) (2013)
- Yours To Discover (LP) (2013)

### Con i Rhythm Method
- Renegade Silence/When You Go Out (7" vinyl double A-side) (2008)
- Finish Me Off (EP) (2009)

### Con i Femme Fatale
- From the Abundance of the Heart, the Mouth Speaks (2004)

### Con i Death from Above 1979
- Heads Up (2002)
- Romantic Rights (2004)
- You're a Woman, I'm a Machine (2004)
- Romance Bloody Romance: Remixes & B-Sides (2005)
- The Physical World (2014)
- Outrage! Is Now (2017)